# Arrecife Salmedina
El arrecife Salmedina se sitúa en la bahía de Portobelo, en la provincia de Colón (Panamá). Su latitud es 9° 34' 0 N y su longitud 79° 42' 0 W. Está conformado por rocas semisumergidas, producto de las cuales se han hundido diversas embarcaciones al pasar por la zona. En su cercanía se encuentran la Isla Drake (llamada así porque se supone que en su cercanía reposa el ataúd de Francis Drake) y la Isla de las Tres Hermanas (también llamada Isla de las Tres Marías).
- Datos: Q5705358